# Ronde van Ierland
De Ronde van Ierland was een driedaagse wielerwedstrijd in Ierland.
De wedstrijd werd voor het eerst georganiseerd in 1985. Na de editie van 1992 werd de wedstrijd niet meer georganiseerd tot 2007. Ze maakte sindsdien deel uit van het Europese continentale circuit van de UCI, de UCI Europe Tour. De wielerronde stond eind augustus op de wielerkalender. Vanaf 2010 is de wedstrijd komen te vervallen.

## Lijst van winnaars

### Meervoudige winnaars
| Overwinningen | Renner     | Land    | Jaren                     |
| ------------- | ---------- | ------- | ------------------------- |
| 4             | Sean Kelly | Ierland | 1985 + 1986 + 1987 + 1991 |

### Overwinningen per land
| Overwinningen | Land                                                             |
| ------------- | ---------------------------------------------------------------- |
| 4             | Ierland                                                          |
| 2             | België                                                           |
| 1             | Australië , Duitsland , Verenigd Koninkrijk , Italië , Nederland |